# Romanée-Conti
Il Domaine de la Romanée-Conti è una tenuta in Borgogna (Francia), che produce vino bianco e rosso.

## Storia
Nel 1232, l'Abbazia di San Vivant in Vosne acquistò 1,8 ettari di vigneto. Nel 1631 il vigneto venne acquistato dalla famiglia de Croonembourg, che lo ribattezzò Romanée perché nell'antichità era appartenuto al Prefetto di Roma. Nello stesso periodo i Croonembourg acquistarono gli adiacenti vigneti di La Tâche. 
Nel 1760, quando André de Croonembourg decise di vendere le terre, si scatenò una diatriba tra i due offerenti madame de Pompadour, amante del re Luigi XV di Francia, ed il suo acerrimo nemico Louis François I de Borbone.  In seguito alla Rivoluzione francese, la terra del principe venne sequestrata e messa all'asta.
Nel 1819 il vigneto Romanée venne acquistato da Nicolas Defer de la Nouerre, che lo vendette a Julien Ouvrard per 78.000 franchi. Nel 1869 Pietro Conti lo acquistò insieme ad altre aziende come Echézeaux, Grands Echézeaux e Richebourg.
Nel 1891 i 9,43 ettari di Romanée Saint-Vivant furono acquistati da Nicolas-Joseph Marey, genero del geometra Gaspard Monge. Nel 1898, la famiglia Marey-Monge cedette parte della loro azienda alla famiglia Latour, affittando i restanti 5,28 ettari del Domaine de la Romanée-Conti nel 1966 e, infine, vendendoli nel 1988. Questa ultima operazione è stata finanziata dalla vendita e affitto delle proprietà del Domaine a Echézeaux e a Grands Echézeaux.

## Vigneti
I vigneti sono raggruppati attorno al villaggio di Vosne-Romanée su terreni ben drenati, disposti ad est e sud-est. Il suolo è ricco di ferro e calcare su una base di roccia e marna, i vitigni si trovano a 240 metri sopra il livello del mare. L'età media delle viti è molto alta - circa 44 anni - e i vigneti sono coltivati con metodi biologici. 
Per coltivare i vigneti di Romanée-Conti e Le Montrachet sono stati reintrodotti i cavalli, al fine di evitare la compattazione del terreno con l'uso dei trattori. Le rese sono molto basse, con una media di 25 hl / ha (il rendimento di un Grand Cru è di solito 35 hl / ha). In altre parole, occorrono tre viti per produrre una bottiglia di Domaine de la Romanée-Conti. Le rese sono ridotte attraverso la potatura agli inizi della stagione, e la potatura verde nei mesi di luglio e agosto. Viene effettuata una pulizia anche immediatamente prima del raccolto per eliminare i grappoli al di sotto degli standard. Al momento del raccolto, i grappoli vengono ordinati in piccoli cesti per essere esaminati singolarmente.

### Romanée-Conti
Vitigno: Pinot Nero

Vigneto: 1,88140 ettari (monopole)

Età media delle viti: 53 anni

Produzione media: 450 casse

Nel corso degli anni il Pinot ha mutato in 50-60 diverse varianti all'interno di questo vigneto.

### La Tâche
Vitigno: Pinot Nero

Vigneto: 6,0620 ettari (monopole)
Età media delle viti: 47 anni

Produzione media: 1.870 casse

### Richebourg
Vitigno: Pinot Nero

Vigneto: 3,51 ettari

Età media delle viti: 42 anni

Produzione media: 1.000 casse

### Romanée-St-Vivant
Vitigno: Pinot Nero

Vigneto: 5,28 ettari

Età media delle viti: 34 anni

Produzione media: 1.500 casse

### Grand Echézeaux
Vitigno: Pinot Nero

Vigneto: 3,54 ettari

Età media delle viti: 52 anni

Produzione media: 1.150 casse

### Echézeaux
Vitigno: Pinot Nero

Vigneto: 4,67 ettari

Età media delle viti: 32 anni

Produzione media: 1.340 casse

### Montrachet
Vitigno: Chardonnay 

Azienda vigneto: 0,67 ettari

Età media delle viti: 62 anni

Produzione media: 250 casse

### Corton
Vitigno: Pinot Nero

Azienda vigneto: 2,28 ettari

Età media delle viti: ?? anni

Produzione media: ?? casse

## Viticoltura e vinificazione
I vigneti della tenuta sono gestiti attraverso i principi dell'agricoltura biologica, le uve vengono raccolte più tardi rispetto alla maggior parte dei vigneti in Borgogna. 
In cantina gli interventi vengono ridotti al minimo indispensabile per permettere una vinificazione del tutto naturale. La fermentazione si svolge a temperature relativamente basse. 
La tenuta ha la sua fornitura privata di rovere dalle foreste di Troncais. La maturazione dipende dalla qualità della vendemmia e viene effettuata in botti al 100% nuove. Le barriques devono essere nuove per esaltare le qualità del frutto e per eliminare qualsiasi possibilità di contaminazione che potrebbe derivare da vecchie botti. Non vi è alcuna filtrazione, ma viene utilizzata la tecnica di chiarificazione con l'albume dell'uovo. I vini passano dai sedici ai venti mesi in legno prima dell'imbottigliamento.